# جان اف. پروت
جان اف. پروت (به انگلیسی: John F. Parrott) سناتور سابق عضو حزب ملی جمهوری‌خواه بود. وی در سال ۱۸۱۹ تا ۱۸۲۴ و ۱۸۲۴ تا ۱۸۲۵ میلادی سناتور ایالت نیوهمپشایر در سنای ایالات متحده آمریکا بود.